# Lubin (gromada)
Lubin – dawna gromada, czyli najmniejsza jednostka podziału terytorialnego Polskiej Rzeczypospolitej Ludowej w latach 1954–1972.
Gromady, z gromadzkimi radami narodowymi (GRN) jako organami władzy najniższego stopnia na wsi, funkcjonowały od reformy reorganizującej administrację wiejską przeprowadzonej jesienią 1954 do momentu ich zniesienia z dniem 1 stycznia 1973, tym samym wypierając organizację gminną w latach 1954–1972.
Gromadę Lubin z siedzibą GRN w mieście Lubinie (nie wchodzącym w skład gromady) utworzono 1 lipca 1968 w powiecie lubińskim w woj. wrocławskim z obszarów zniesionych gromad: Księginice, Krzeczyn Wielki i Niemstów (bez wsi Pieszków) w tymże powiecie. Dla gromady ustalono 27 członków gromadzkiej rady narodowej.
1 stycznia 1969 do gromady Lubin włączono przysiółek Gola z miasta Lubina w tymże powiecie.
Gromada przetrwała do końca 1972 roku, czyli do kolejnej reformy gminnej. 1 stycznia 1973 w powiecie lubińskim utworzono gminę Lubin.